# Khirokitia
Khirokitia (de vegades escrit Choirokoitia, en grec: Χοιροκοιτία) és un jaciment arqueològic de l'illa de Xipre que data del Neolític. És Patrimoni de la Humanitat segons la UNESCO, des del 1998.
Aquest jaciment és un dels més importants i més ben conservats del Mediterrani oriental. Gran part de la seva importància rau a poder conèixer el funcionament d'aquella societat i les seves fortificacions.
El Neolític aceràmic (quan encara no hi apareix la ceràmica) està representat per aquest assentament i uns 20 més similars a Xipre.

## Història
Porphyrios Dikaios va descobrir aquest jaciment l'any 1934; ell era el director del Departament d'Antiguitats de Xipre i va fer-hi sis excavacions entre 1934 i 1946. Els seus descobriments inicials es publicaren en la revista The Journal of Hellenic Studies l'any 1934. La invasió turca de Xipre de la dècada del 1970 va interrompre les excavacions. El francès Alain Le Brun tornà a excavar aquest jaciment a partir del 1977. Aquest jaciment va estar ocupat des del mil·lenni VII al IV aC.

## Arqueologia
L'assentament de Khirokitia es troba al vessant d'un turó a la vall del riu Maroni a la costa sud de l'illa, a uns 6 km del mar.
S'hi practicava l'agricultura i la ramaderia (ovelles, cabres i porcs).
Estava tancat per un mur de pedra de 2,5 m de gruix i 3 m d'alt. Es pensa que hi vivien entre 300 i 600 persones, les quals eren d'estatura més aviat baixa, 1,61 m de mitjana els homes i 1,50 m de mitjana les dones. De mitjana, els homes vivien 35 anys i les dones 33. La mortalitat infantil era molt alta.
Les collites eren principalment de cereals; també recollien fruita silvestre de festucs, figues, olives i prunes. També caçaven cérvols.
Aquest poble fou abandonat de sobte, per raons desconegudes, cap a l'any 6000 aC i sembla que tota l'illa quedà deshabitada durant 1.500 anys fins a l'aparició del grup de Sotira.

## Galeria

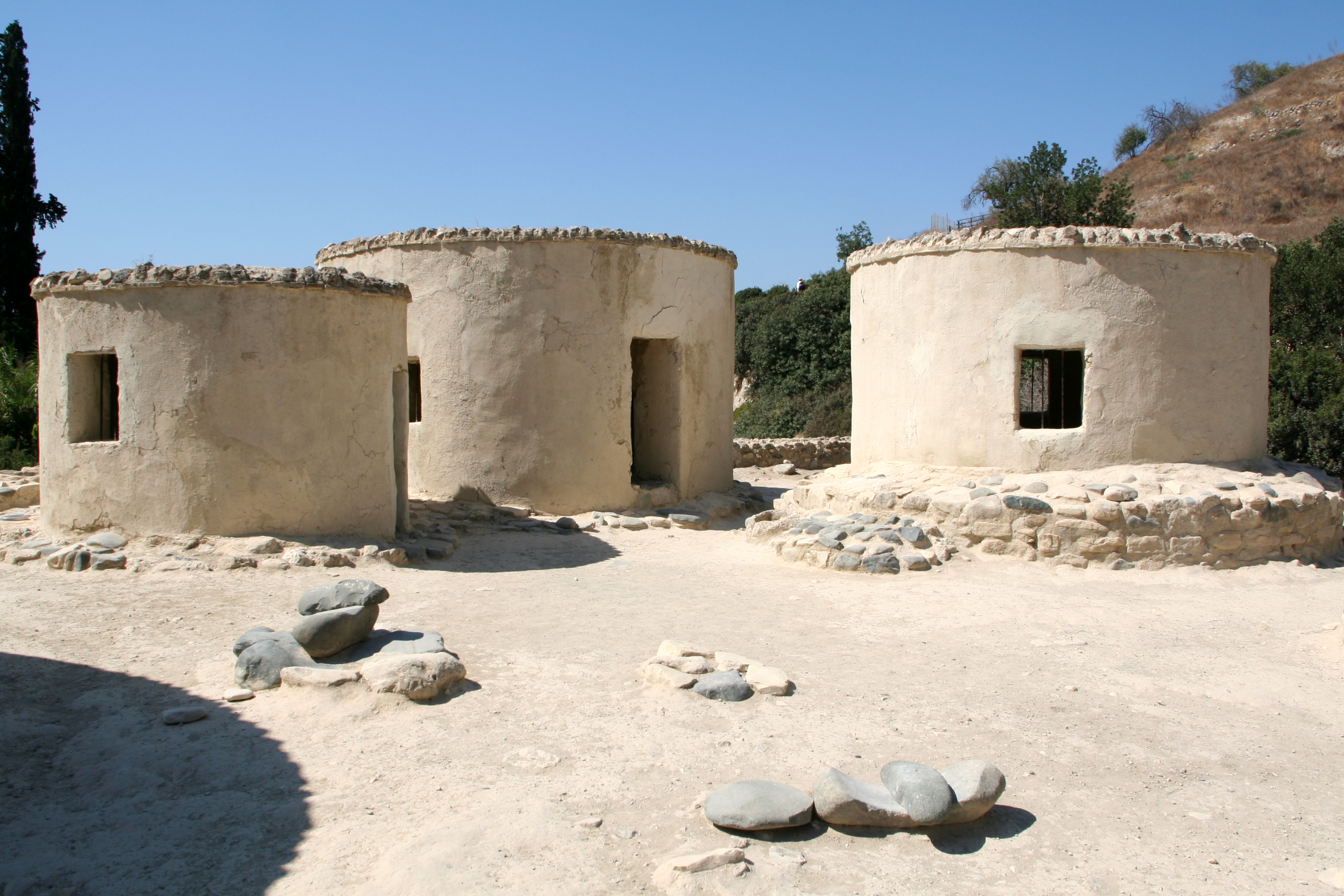
Estructures reconstruïdes
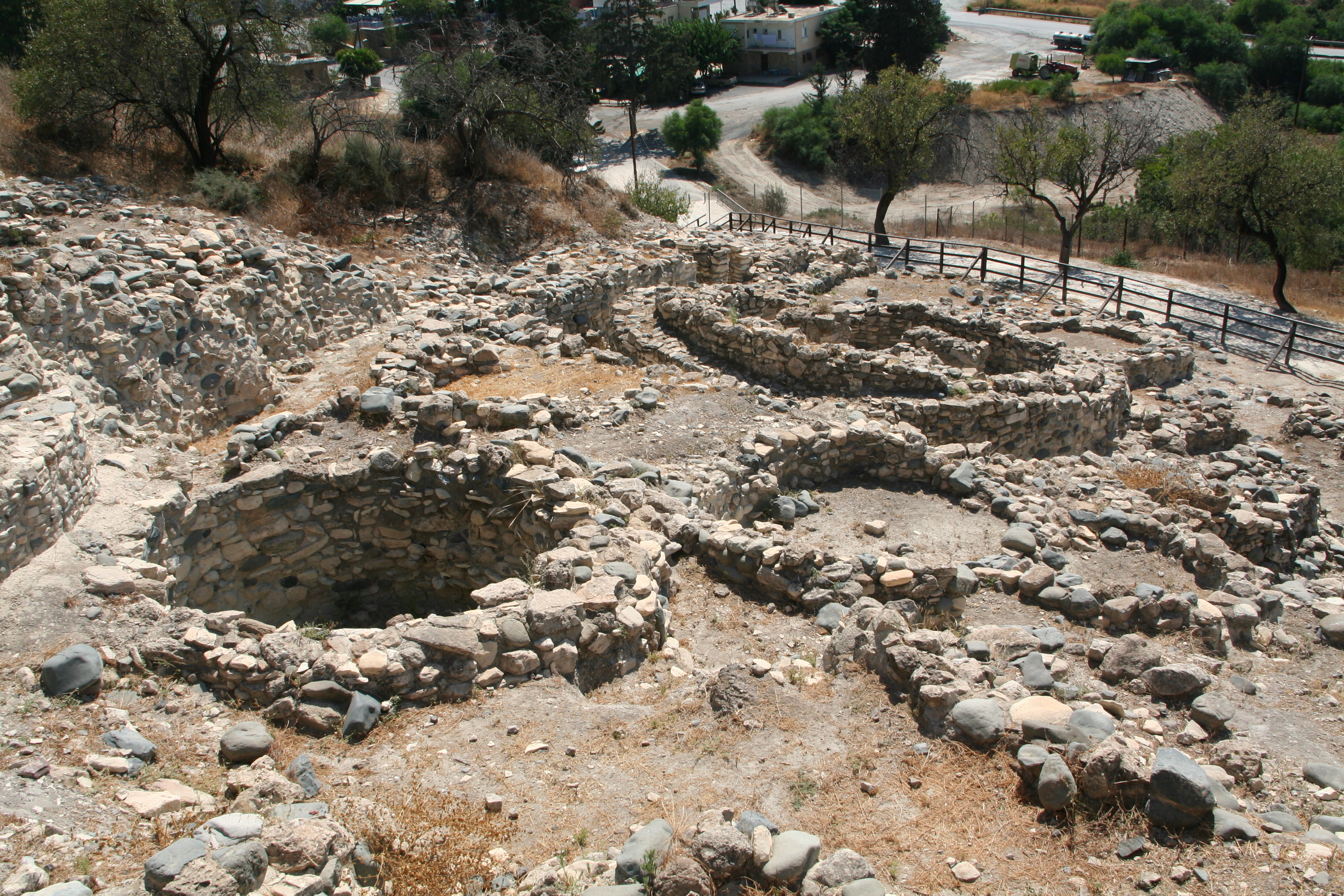
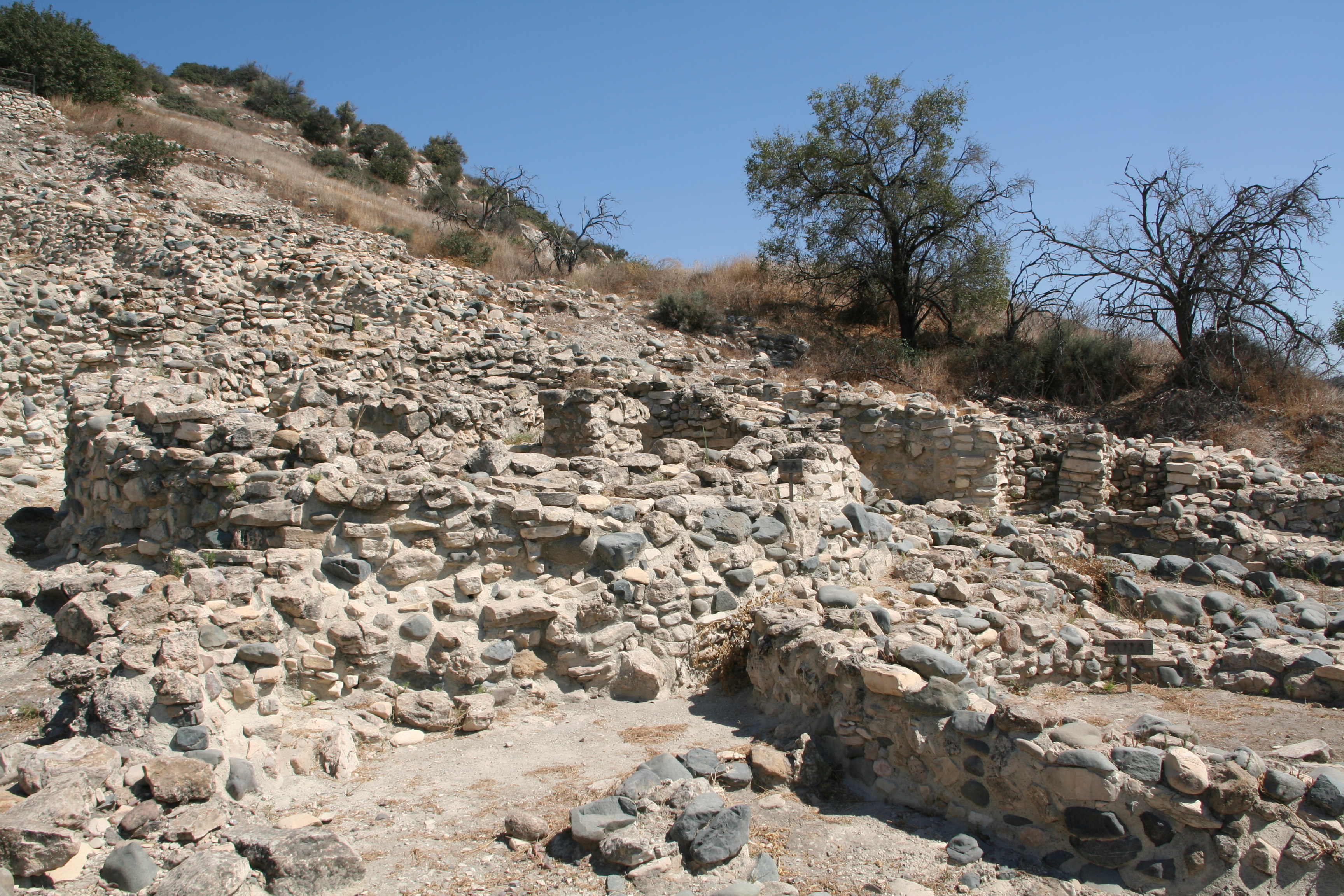
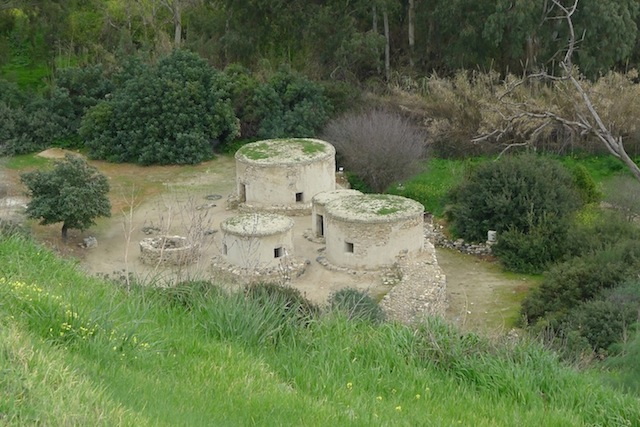
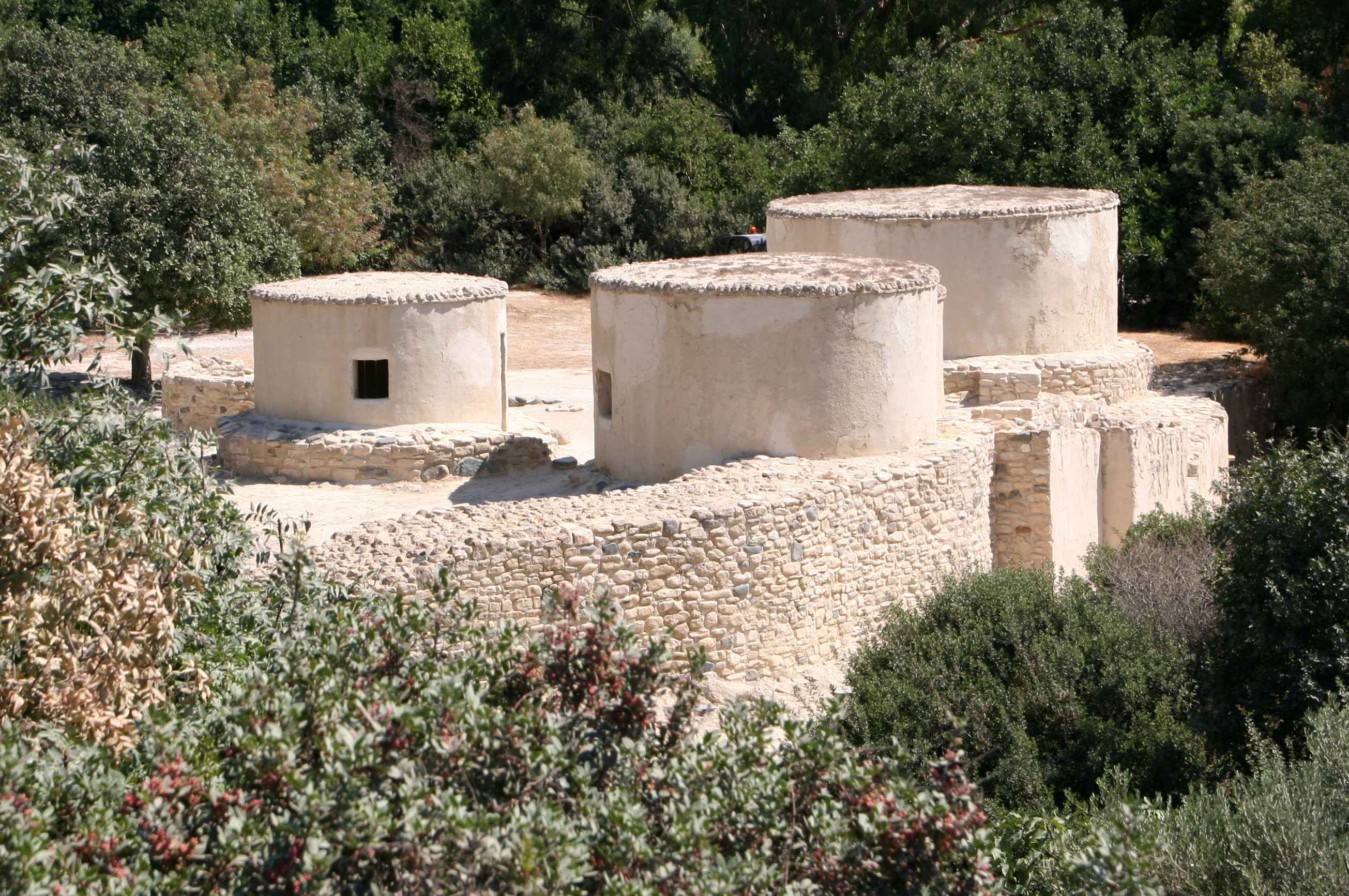
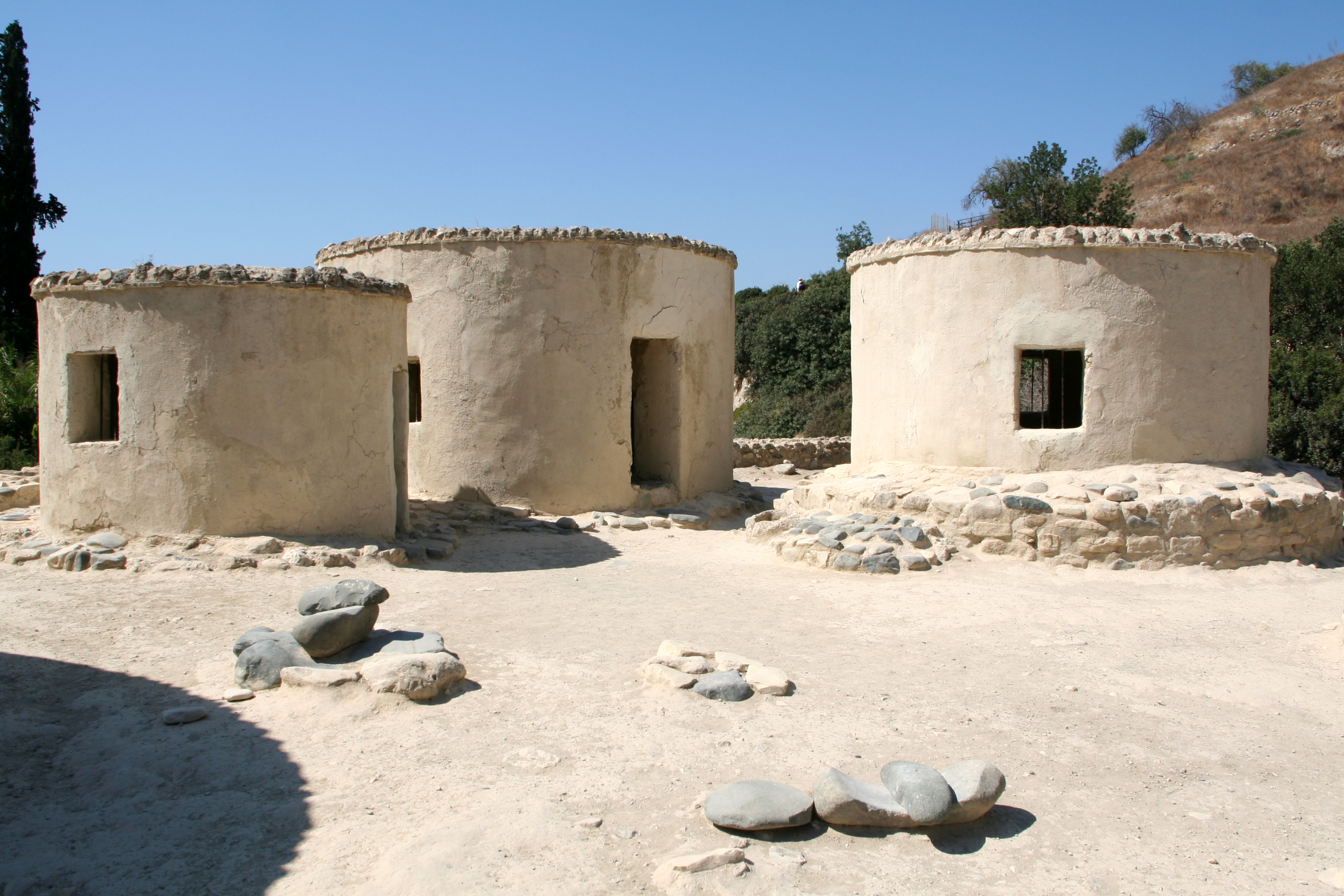
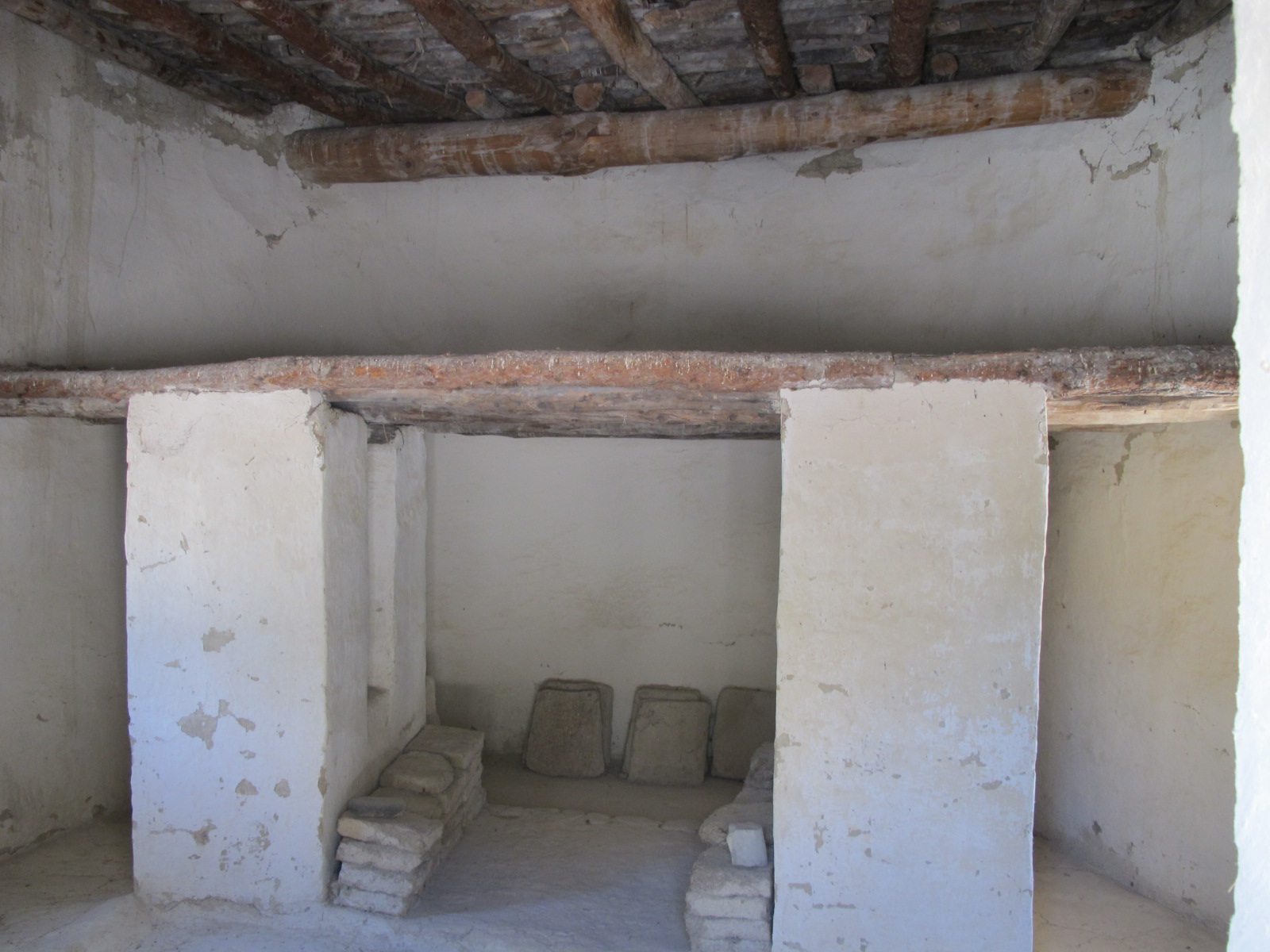
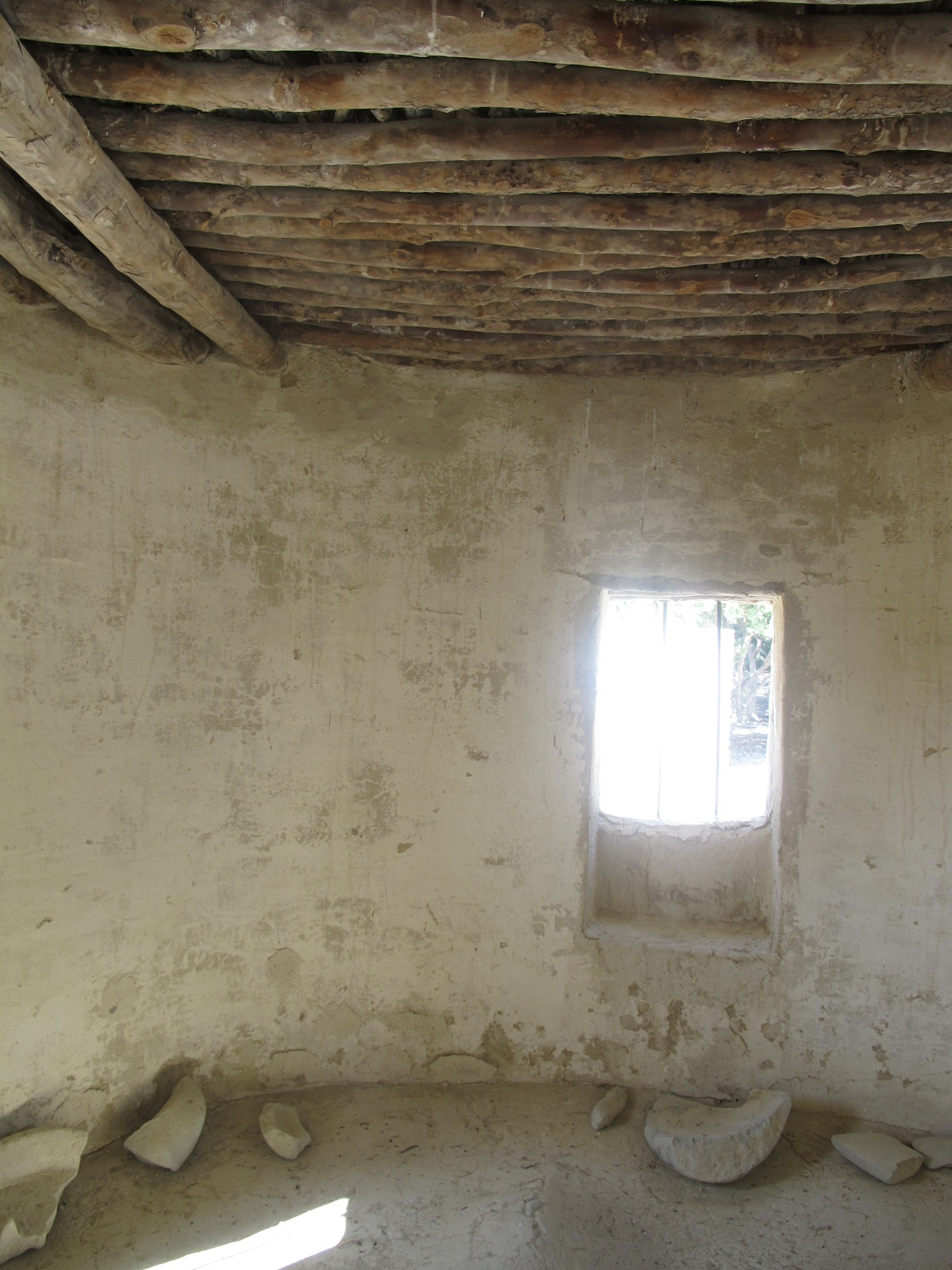
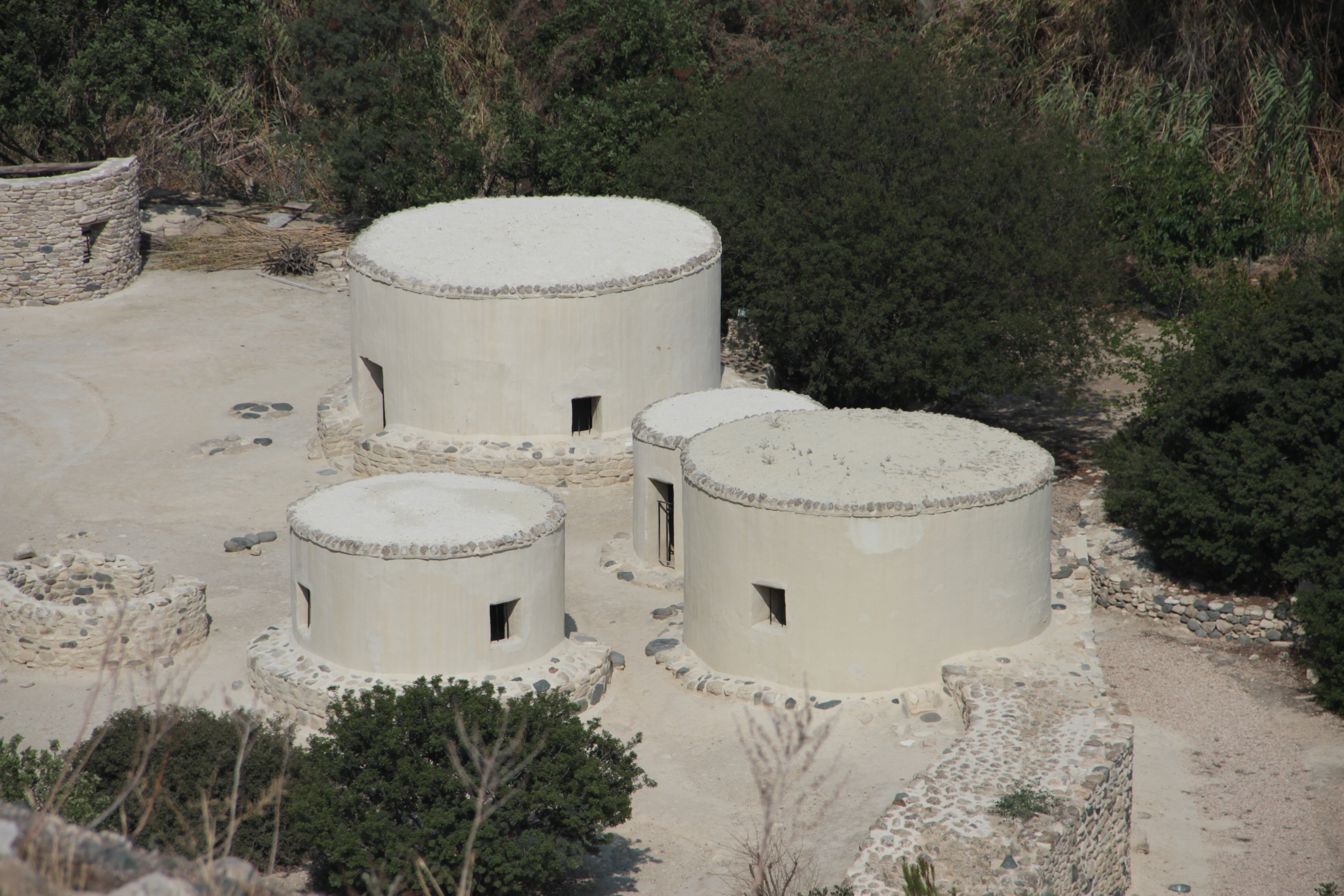

## Font
- Department of Antiquities, Government of Cyprus.